# 蛤女房

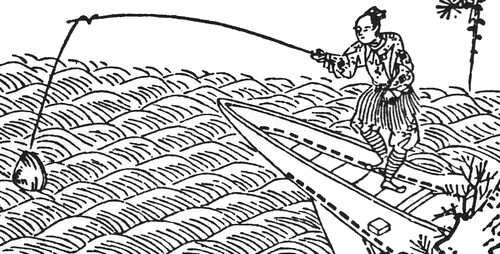
参考:『御伽草子』類似的故事「蛤蜊草紙」

蛤女房（日语：蛤女房），也譯作「蛤蜊夫人」，是日本的傳說。異類婚姻譚的其中一則故事。

## 故事概要
很久很久以前，在某個地方住著一個男子。
某一天這男子在海上釣魚時，釣到一個很大的蛤蜊，男子看到後想蛤蜊能夠長到這麼大很不容易，於是就把蛤蜊給放生了。
過了一段時間後，在這男子眼前出現了很美麗的女子，並說希望能夠嫁給男子，男子就和她結婚了。在那之後女子做出了很美味的味噌湯來給男子喝，不過她卻男子約定，她在做料理時絕對不可以偷看，而男子就答應了。
但是之後男子被好奇心所驅使，想說這麼美味的味噌湯是怎麼做出來的，於是他在女子做料理某個地方偷看。他看到女子橫跨在鍋子上面，並開始在鍋子裡面小便。
男子看到後非常生氣並把女子趕出家門。女子就跑到海邊哭泣，不久之後她就恢復原來的蛤蜊的樣子並回到了海裡。

## 逸話
- 普遍來說這像是『白鶴報恩』般的故事是由蛤蜊變化成女子來，但也有男子在捕獲到的蛤蜊當中出現的女子這樣的故事。
- 為了符合兒童方面的童話故事，因此在女子做的料理的秘密的部分被慎重考慮修改，就變更成女子變回了蛤蜊的樣子然後把身體沉浸在鍋子裡面的情況。
- 類似的故事被收入在御伽草子的「蛤蜊草紙」裡面。
- 在日本漫畫《靈異教師神眉》第一部中以「文蛤美女」的身份登場。

## 相关
螺女：中國東晉陶淵明的《搜神後記》有相似記載。

## 参看
- 异类婚姻谭
- 日本妖怪列表